# Diathoneura dubia
Diathoneura dubia är en tvåvingeart som först beskrevs av Sturtevant 1921.  Diathoneura dubia ingår i släktet Diathoneura och familjen daggflugor.
Artens utbredningsområde är Kuba. Inga underarter finns listade i Catalogue of Life.